# Thiétreville
Thiétreville ist eine französische Gemeinde mit 375 Einwohnern (Stand 1. Januar 2022) im Département Seine-Maritime in der Region Normandie (vor 2016 Haute-Normandie). Sie gehört zum Arrondissement Le Havre und zum Kanton Fécamp (bis 2015 Valmont). Die Einwohner werden Thiétrevillais genannt.

## Geographie
Thiétreville liegt im Pays de Caux etwa 39 Kilometer nordöstlich von Le Havre. Umgeben wird Thiétreville von den Nachbargemeinden Valmont im Norden und Nordosten, Riville im Nordosten, Ypreville-Biville im Osten und Südosten, Daubeuf-Serville im Süden und Südwesten sowie Thiergeville im Westen.

## Bevölkerungsentwicklung
| Jahr                      | 1962 | 1968 | 1975 | 1982 | 1990 | 1999 | 2006 | 2013 |
| Einwohner                 | 387  | 369  | 355  | 361  | 355  | 356  | 345  | 388  |
| Quelle: Cassini und INSEE |      |      |      |      |      |      |      |      |

## Sehenswürdigkeiten
- Kirche Saint-Martin-Saint-Éloi